# Violette Nozière (film)
Violette Nozière je francouzsko-quebecký hraný film z roku 1978, který režíroval Claude Chabrol podle stejnojmenného románu Jeana Marie Fitèra.

## Děj
Film je inspirován skutečným životním příběhem Violette Nozière, která byla vyšetřována v letech 1933 a 1934. Dospívající Violette Nozière se tajně živí prostitucí. Její rodiče, Baptiste a Germaine Nozièreovi, se kterými žije, si ničeho nevšimnou. Ve vzpouře proti jejich způsobu života se zamiluje do mladého košíkáře Jeana Dabina, kterého prakticky živí drobnými krádežemi u rodičů i ziskem z prostituce.
Mezitím doktor Violette sdělil jejím rodičům, že má syfilis. Violettě se podaří víceméně přesvědčit matku i otce, že nemoc zdědila právě po nich. Díky této zámince se jí podaří přimět je vzít si lék, který je ve skutečnosti jed. Její otec zemře, matka přežije. Violette je zatčena a obviněna z vraždy. Během soudního procesu přiznává, že ji otec sexuálně zneužíval během jejího dětství. Ale vzhledem k dobovému postavení žen (ženy neměly volební právo a byly považovány za nezletilé, podléhající pravomoci otce nebo manžela) se její přiznání k opakovaným znásilněním ze strany otce nebere v potaz. Je odsouzena za otravu a vraždu a odsouzena k trestu smrti.

## Obsazení
| Isabelle Huppertová    | Violette Nozière       |
| Stéphane Audranová     | Germaine Nozière       |
| Jean Carmet            | Baptiste Nozière       |
| Jean-François Garreaud | Jean Dabin             |
| Guy Hoffmann           | soudce                 |
| Bernadette Lafont      | spoluvlastnice         |
| Jean Dalmain           | Émile                  |
| Lisa Langlois          | Maddy                  |
| François Maistre       | pan Mayeul             |
| Bernard Alane          | André de Pinguet       |
| Mario David            | ředitel věznice        |
| Henri-Jacques Huet     | komisař Guillaume      |
| Fabrice Luchini        | student Camus          |
| Greg Germain           | hudebník               |
| Zoé Chauveau           | Zoé                    |
| Maurice Vaudaux        | Willy                  |
| Dora Doll              | paní Mayeul            |
| Jean-Pierre Coffe      | doktor Déron           |
| Jean Parédès           | zpěvák                 |
| Dominique Zardi        | číšník                 |
| Henri Attal            | zevloun u procesu      |
| Albert Augier          | předseda soudu         |
| Serge Bento            | ředitel nemocnice      |
| Louise Chevalier       | stará žena v nemocnice |
| Michel Duplaix         | ošetřovatel            |
| Benoît Ferreux         | student                |
| François-Éric Gendron  | student                |
| Jeanne Herviale        | babička Violette       |
| Marius Laurey          | soused Nozièrů         |

## Ceny a nominace
- Filmový festival v Cannes: Cena pro nejlepší herečku (Isabelle Huppertová)
- César: vítěz v kategorii nejlepší herečka ve vedlejší roli (Stéphane Audranová); nominace v kategoriích nejlepší herečka (Isabelle Huppertová), nejlepší výprava (Jacques Brizzio) a nejlepší filmová hudba (Pierre Jansen)